# Vezna črta
segment premice od A do B
ponavljanje 0,1428571428571428571...
kompleksni konjugat
Boolov NE (A IN B)
koren ab + 2
funkcija oklepaja
Uporaba vezne črte
Vézna čŕta je v matematiki vodoravna črta, ki se jo piše nad izrazi, da se nakaže skupino elementov, običajno števk.

## Matematika
Vezno črto se na primer uporablja za označitev skupine neskončnokrat ponavljajočih decimalnih števk:
{\displaystyle {\frac {1}{3}}=0,333333\dots =0,{\overline {3}}\!\,,}
{\displaystyle {\frac {1}{7}}=0,{\overline {142857}}142857\dots \!\,,}
{\displaystyle {\frac {1}{13}}=0,{\overline {00729927}}00729927\dots \!\,,}
{\displaystyle {\frac {1}{17}}=0,{\overline {0588235294117647}}0588235294117647\dots \!\,,}
{\displaystyle {\frac {1}{37}}=0,{\overline {027}}027\dots \!\,,}
{\displaystyle {\frac {1}{73}}=0,{\overline {01369863}}01369863\dots \!\,,}
{\displaystyle {\frac {1}{137}}=0,{\overline {00729927}}00729927\dots \!\,,}
{\displaystyle {\frac {1}{173}}=0,{\overline {0,0057803468208092485549132947976878612716763}}0057803468208092485549132947976878612716763\dots \!\,,}
ali za označitev periode ponavljajočih členov v periodičnem verižnem ulomku. Na primer:
{\displaystyle \Phi ={\frac {1+{\sqrt {5}}}{2}}=1,6180\ldots =1+{\frac {1}{1+{\frac {1}{1+{\frac {1}{1+{\frac {1}{1+\cdots }}}}}}}}=[1;1,1,1,1,...]\equiv [1;{\overline {1}}]\!\,.}
Edina števila, ki imajo periodične verižne ulomke, so kvadratna iracionalna števila.
Uporabljajo se tudi pri označevanju korenske osnove, kjer se imenuje korenova črta, oziroma korenska črta. Na primer člena 2 in {\displaystyle ab+2} sta radikanda, njuna kvadratni koren ali n-ti koren pa se zapiše z vezno črto:
{\displaystyle {\sqrt {2}},\quad {\sqrt[{n}]{2}}\!\,,}
{\displaystyle {\sqrt {ab+2}},\quad {\sqrt[{n}]{ab+2}}\!\,.}
Z vezno črto se označuje aritmetično sredino spremenljivk, na primer:
{\displaystyle {\bar {x}}={\frac {1}{6}}(x_{1}+x_{2}+x_{3}+x_{4}+x_{5}+x_{6})\!\,.}
Z vezno črto se označuje povprečno vrednost neke spremenljivke, na primer hitrosti:
{\displaystyle {\overline {v}}={\frac {s}{t}}\!\,.}
Z njo se označuje tudi konjugirano kompleksno število, npr.:
{\displaystyle {\overline {z_{1}+z_{2}}}={\overline {z_{1}}}+{\overline {z_{2}}}\!\,.}
Tako rabljena vezna črta se imenuje prečna črta.

### Geometrija
Z vezno črto se v geometriji označuje daljice, npr.:
{\displaystyle {\overline {AB}}\!\,}
»daljica iz točke A v točko B«.

### Matematična logika
Vezno črto v logiki se včasih uporablja v Boolovi algebri, kjer služi za označitev skupine izrazov, nad katerimi se želi izvesti negacijo:
{\displaystyle {\overline {AB}}=!(AB)\!\,.}

## Fizika
V fiziki delcev z vezno črto označujejo antidelce, npr. barionov. {\displaystyle p\!\,} in {\displaystyle {\overline {p}}} sta na primer simbola za proton in antiproton. Pri električno nabitih leptonih so njihovi antidelci po navadi označeni z njihovim električnim nabojem, npr. e− in e+ za elektron in pozitron. Antinevtrini pa so označeni z vezno črto, npr. elektronski antinevtrino {\displaystyle {\bar {\nu }}_{\rm {e}}\!\,} ({\displaystyle {\overline {\nu }}_{\rm {e}}\!\,}).
Vezne črte se ne sme zamenjevati s podobnim zapisom vektorjev, npr.:
{\displaystyle {\overrightarrow {AB}}\!\,}
»vektor iz točke A v točko B«, ali {\displaystyle {\vec {a}}} »vektor a.«